# 3822-es mellékút (Magyarország)
A 3822-es számú mellékút egy mintegy 11,5 kilométeres hosszúságú, négy számjegyű mellékút Szabolcs-Szatmár-Bereg vármegye középső részén; Nyíregyháza és Kótaj között húzódik.

## Nyomvonala
Eredetileg, úgy tűnik, Nyíregyháza központja közelében indult, a Rákóczi utcából északnak kiágazva, Vasvári Pál utca néven. Kilométer-számozása 2022-es állapot szerint a 760-as méterszelvényétől, vagyis az első nagyobb – a 36-os főúttal alkotott kereszteződésétől kezdődik, a főút ott az 51+300-as kilométerszelvénye közelében jár. 1,1 kilométer után éri el a város központi belterületének északi szélét, ugyanott keresztezi a Nyírvidéki Kisvasút vágányait.
Mintegy 3,5 kilométer után eléri Nyírszőlős városrész déli határszélét, laza beépítettségű, kertes jellegű területek között halad, majd nagyjából a hatodik és hetedik kilométerei között elhalad a nyírszőlősi belterület délnyugati szélén. 7,7 kilométer megtétele után áthalad egy körforgalmú csomóponton, ahol dél-délnyugat felől beletorkollik a 3813-as út, 9,6 kilométer után pedig átlépi Kótaj határát. Lakott helyeket ott már nem is nagyon érint, e település központjától nyugatra, külterületek között ér véget, beletorkollva a 3823-as útba, annak a 17+100-as kilométerszelvénye közelében.
Teljes hossza, az országos közutak térképes nyilvántartását szolgáló kira.kozut.hu adatbázisa szerint 11,551 kilométer.